# مونته‌گریدولفو
مونته‌گریدولفو (به ایتالیایی: Montegridolfo) یک کومونه در ایتالیا است که در استان ریمینی واقع شده‌است.

## خصوصیات
مونته‌گریدولفو ۶٫۸ کیلومترمربع مساحت و ۹۶۰ نفر جمعیت دارد و ۲۵۰ متر بالاتر از سطح دریا واقع شده‌است.